# Akita Toshisue
Akita Toshisue (秋田実季?; 1598 – 14 febbraio 1649) è stato un daimyō giapponese del periodo Edo, capo del clan Akita e figlio di Akita Sanesue.
Nonostante il padre fosse stato esiliato, Toshisue servì lo shogunato Tokugawa con fedeltà e ricevette il dominio di Miharu (provincia di Mutsu, 50.000 koku) nel 1645.